# Haya bint Al Husein
Haya bint Al Husein (Amán, 3 de mayo de 1974) es una princesa de Jordania y miembro de la familia real hachemí desde su nacimiento, como la sexta de los hijos del rey Huséin I y de su tercera esposa, Alia Toukan. Por tal motivo, es media hermana del actual rey Abdalá II. De 2004 a 2019, fue juquesa de Dubái por su matrimonio con el jueque Mohamed bin Rashid Al Maktum, vicepresidente y primer ministro de los Emiratos Árabes Unidos y gobernador de Dubái, convirtiéndose en su sexta esposa. Es primera secretaria de la Embajada de Jordania en Londres con inmunidad diplomática.
En mayo de 2019 huyó de Emiratos Árabes a Gran Bretaña con sus dos hijos y solicitó a la justicia británica una orden de alejamiento contra su esposo, con quien está en trámites de divorcio, por presunta violencia de género.

## Biografía
Hermana de padre y madre del príncipe Ali bin al Hussein de Jordania.
La princesa se graduó en Reino Unido , donde obtuvo una Licenciatura y Master con honores en Filosofía, Política y Economía de la Universidad de Oxford. Presidió la Federación Ecuestre Internacional (2006-2010) y la organización Mensajero de la Paz de la ONU (2007).
A los 13 años empezó a competir en hípica y en los Juegos Olímpicos de Sídney 2000 representó a Jordania. También está involucrada en varias organizaciones de ayuda humanitaria, especialmente en el combate al hambre y la pobreza. En 2015, El Programa Mundial de Alimentos de las Naciones Unidas otorgó a la Princesa Haya el Premio Hambre Cero. La Princesa Haya es la fundadora de la primera organización no gubernamental en el mundo árabe de ayuda alimentaria que se conoce como Tkiyet Um Ali y presidió la Dubai International Humanitarian City. También preside  Sport and Solidarity - un grupo que recauda dinero en eventos deportivos para ayudar a los niños de todo el mundo; es así mismo presidenta honoraria de Queen Alia Foundation for the Hearing and Speech Impaired y miembro del Comité Olímpico Internacional. 
La Princesa Haya ha subrayado la necesidad de utilizar el deporte como un instrumento rentable para acelerar el logro de los objetivos del Desarrollo del Milenio para mejorar la vida de las personas más pobres del mundo en 2015.

## Matrimonio y descendencia
El 10 de abril de 2004 se convirtió en la sexta esposa del Emir de Dubái, Mohamed bin Rashid Al Maktum.
El 2 de diciembre de 2007 nació su primera hija, la Jequesa Al Jalila, en Dubái. El nombre Al Jalila significa "la majestuosa" en lengua árabe. El 7 de diciembre de 2011, nació su hijo, el Jeque Zayed. El Jeque Mohamed hizo público el nacimiento por Twitter: 

La Princesa Haya y yo fuimos bendecidos con un niño ... Lo llamamos "Zayed".[cita requerida]

## Petición de asilo en Gran Bretaña
El 30 de junio de 2019, la prensa afirmó que la princesa Haya había abandonado Dubái con sus hijos Zayed y Jalila y 31 millones de libras, y que temía por su vida. Se ha informado de que ha pedido asilo en Alemania, y el periódico británico The Times indicó que había sido escoltada por un diplomático alemán hasta Alemania. El jeque Al Maktoum publicó un poema en Instagram, en árabe e inglés, acusando a su esposa de traición. The Times también afirmó que ella estaba viviendo en ese momento con sus dos hijos en una mansión cerca del Palacio de Kensington valorada en unos 85 millones de libras, que había pedido asilo en el Reino Unido y que pedía divorciarse y prepararse para una batalla legal en el High Court.
En diciembre de 2018, la princesa Haya invitó a su amiga Mary Robinson, antigua presidenta de la República de Irlanda y ex comisionada de las NN. UU. para los Derechos Humanos, a Dubái para «ayudar con un dilema familiar». Después de la visita, Robinson y la princesa Haya fueron criticadas por activistas por los derechos humanos por parecer que justificaban la desaparición de la princesa Latifa. La BBC informó de que durante la visita de Robinson a la princesa Haya descubrió «hechos preocupantes» sobre el intento de huida de la jequesa Latifa que la hicieron no sentirse ya segura con su marido. Según la BBC, ella se enfrentó entonces a una creciente hostilidad por parte de la familia extensa de su marido hasta que ya no se sintió segura en Dubái.
David Haigh, un activista por los derechos humanos, afirmó que la demanda de Haya llamaría la atención de nuevo al tema de los derechos humanos en los Emiratos Árabes Unidos: «Son buenas noticias para Latifa, pues se lanzará lo que le pasó a ella a un tribunal que no será corrupto. Eso son buenas noticias para cualquiera que haya sufrido abusos en los EAU». Radha Stirling, jefa ejecutiva del grupo de campaña Detained in Dubai, dijo en una declaración que «la princesa Haya tiene todas las razones del mundo para temer las consecuencias si fuera devuelta a Dubái. Seguramente sabe, como lo sabía Latifa, que el asilo le proporciona la única ruta segura fuera del palacio real. Si ella fuera agredida, no podría ir a la policía; si quisiera el divorcio, no podría ir a los tribunales».
El 5 de julio de 2019, la princesa Haya presentó una demanda en el Alto Tribunal de Justicia del Reino Unido contra su esposo, pidiendo la custodia de sus hijos.
En octubre de 2019 fue nombrada diplomática en la embajada jordana en Londres.

## Títulos y tratamientos
Esta tabla aún no está actualizada. Puedes contribuir aportando información sobre títulos y tratamientos de esta persona.

## Distinciones honoríficas

### Distinciones honoríficas jordanas
- Dama Gran Cordón [Clase Especial] de la Suprema Orden del Renacimiento (30/01/2006).[18]

### Distinciones honoríficas extranjeras
- Oficial de la Orden de la Legión de Honor (República Francesa, 06/09/2014).[19]

## Ancestros
|  |                                                                    |  |  |  |  |  |  |  |  |  |  |  |  |  |  |  |
|  | 16. Hussein bin Ali Al-Hashemi, Rey del Hiyaz y Jerife de La Meca  |  |  |  |  |  |  |  |  |  |  |  |  |  |  |  |
|  |                                                                    |  |  |  |  |  |  |  |  |  |  |  |  |  |  |  |
|  |                                                                    |  |  |  |  |  |  |  |  |  |  |  |  |  |  |  |
|  | 8. Rey Abdalá I de Jordania                                        |  |  |  |  |  |  |  |  |  |  |  |  |  |  |  |
|  |                                                                    |  |  |  |  |  |  |  |  |  |  |  |  |  |  |  |
|  |                                                                    |  |  |  |  |  |  |  |  |  |  |  |  |  |  |  |
|  | 17. Abdiya bint 'Abdu'llah, Jerifa de La Meca                      |  |  |  |  |  |  |  |  |  |  |  |  |  |  |  |
|  |                                                                    |  |  |  |  |  |  |  |  |  |  |  |  |  |  |  |
|  |                                                                    |  |  |  |  |  |  |  |  |  |  |  |  |  |  |  |
|  | 4. Rey Talal I de Jordania                                         |  |  |  |  |  |  |  |  |  |  |  |  |  |  |  |
|  |                                                                    |  |  |  |  |  |  |  |  |  |  |  |  |  |  |  |
|  |                                                                    |  |  |  |  |  |  |  |  |  |  |  |  |  |  |  |
|  | 18. Nasser bin 'Ali Pasha, Jerife de La Meca                       |  |  |  |  |  |  |  |  |  |  |  |  |  |  |  |
|  |                                                                    |  |  |  |  |  |  |  |  |  |  |  |  |  |  |  |
|  |                                                                    |  |  |  |  |  |  |  |  |  |  |  |  |  |  |  |
|  | 9. Musbah bint Nasser, Jerifa de La Meca                           |  |  |  |  |  |  |  |  |  |  |  |  |  |  |  |
|  |                                                                    |  |  |  |  |  |  |  |  |  |  |  |  |  |  |  |
|  |                                                                    |  |  |  |  |  |  |  |  |  |  |  |  |  |  |  |
|  | 19. Dilber Khanum                                                  |  |  |  |  |  |  |  |  |  |  |  |  |  |  |  |
|  |                                                                    |  |  |  |  |  |  |  |  |  |  |  |  |  |  |  |
|  |                                                                    |  |  |  |  |  |  |  |  |  |  |  |  |  |  |  |
|  | 2. Rey Husein I de Jordania                                        |  |  |  |  |  |  |  |  |  |  |  |  |  |  |  |
|  |                                                                    |  |  |  |  |  |  |  |  |  |  |  |  |  |  |  |
|  |                                                                    |  |  |  |  |  |  |  |  |  |  |  |  |  |  |  |
|  | 20. Nasser bin 'Ali Pasha, Jerife de La Meca (= 18)                |  |  |  |  |  |  |  |  |  |  |  |  |  |  |  |
|  |                                                                    |  |  |  |  |  |  |  |  |  |  |  |  |  |  |  |
|  |                                                                    |  |  |  |  |  |  |  |  |  |  |  |  |  |  |  |
|  | 10. Jamal 'Ali bin Nasser, Jerife de La Meca, Gobernador de Hauran |  |  |  |  |  |  |  |  |  |  |  |  |  |  |  |
|  |                                                                    |  |  |  |  |  |  |  |  |  |  |  |  |  |  |  |
|  |                                                                    |  |  |  |  |  |  |  |  |  |  |  |  |  |  |  |
|  | 21. Dilber Khanum (= 19)                                           |  |  |  |  |  |  |  |  |  |  |  |  |  |  |  |
|  |                                                                    |  |  |  |  |  |  |  |  |  |  |  |  |  |  |  |
|  |                                                                    |  |  |  |  |  |  |  |  |  |  |  |  |  |  |  |
|  | 5. Zein bint Jamal 'Ali, Jerifa de La Meca                         |  |  |  |  |  |  |  |  |  |  |  |  |  |  |  |
|  |                                                                    |  |  |  |  |  |  |  |  |  |  |  |  |  |  |  |
|  |                                                                    |  |  |  |  |  |  |  |  |  |  |  |  |  |  |  |
|  | 22. Shakir Pasha, Gobernador de Chipre                             |  |  |  |  |  |  |  |  |  |  |  |  |  |  |  |
|  |                                                                    |  |  |  |  |  |  |  |  |  |  |  |  |  |  |  |
|  |                                                                    |  |  |  |  |  |  |  |  |  |  |  |  |  |  |  |
|  | 11. Wijdan Shakir Pasha                                            |  |  |  |  |  |  |  |  |  |  |  |  |  |  |  |
|  |                                                                    |  |  |  |  |  |  |  |  |  |  |  |  |  |  |  |
|  |                                                                    |  |  |  |  |  |  |  |  |  |  |  |  |  |  |  |
|  | 1. Princesa Haya de Jordania                                       |  |  |  |  |  |  |  |  |  |  |  |  |  |  |  |
|  |                                                                    |  |  |  |  |  |  |  |  |  |  |  |  |  |  |  |
|  |                                                                    |  |  |  |  |  |  |  |  |  |  |  |  |  |  |  |
|  | 6. Sayyid Bahauddin Toukan                                         |  |  |  |  |  |  |  |  |  |  |  |  |  |  |  |
|  |                                                                    |  |  |  |  |  |  |  |  |  |  |  |  |  |  |  |
|  |                                                                    |  |  |  |  |  |  |  |  |  |  |  |  |  |  |  |
|  | 3. Alia Bahauddin Toukan                                           |  |  |  |  |  |  |  |  |  |  |  |  |  |  |  |
|  |                                                                    |  |  |  |  |  |  |  |  |  |  |  |  |  |  |  |
|  |                                                                    |  |  |  |  |  |  |  |  |  |  |  |  |  |  |  |
|  | 7. Hanan Hashim                                                    |  |  |  |  |  |  |  |  |  |  |  |  |  |  |  |
|  |                                                                    |  |  |  |  |  |  |  |  |  |  |  |  |  |  |  |
|  |                                                                    |  |  |  |  |  |  |  |  |  |  |  |  |  |  |  |